# شرماته (فجیره)
شرماته (در عربی:  شَرمَاتة ) روستای کوچکی از توابع شهر دبا الفجیره از توابع امارت فجیره از امارات هفتگانه دولت امارات متحده عربی و در شبه جزیره عربستان واقع شده‌است. روستایی است زیبا وکوهستانی که در ارتفاع ۹۰۰ متری سلسلهٔ کوه حجر واقع شده‌است. این روستا در روی تپه‌ای بلند قرار دارد.
جغرافیای طبیعی روستای شَرمَاتة به دلیل وجود زنجیره کوه حجر بر فراز «روستای شَرمَاتة»، این روستا یکی از روستاه‌های زیبای منطقه (الشرقیة) می‌باشد. دارای چشمه‌ها و قناتهای متعددی است وشبهای بسیار زیبا وخنکی دارد، در قسمت شرقی روستا آثار قلعه‌ای وجود دارد که تاریخش به دوران حکم «پرتغالیها» بر می‌گردد.

## جمعیت
جمعیت آن ۷۹ نفر (۸ خانوار) می‌باشند که از اهل سنت و مالکی مذهب هستند. شغل عمدهٔ مردم روستا کشاورزی ودامداری است، حدود ۳۰۰ اصله نخل خرما در روستا وجود دارد. بعضی از مردم روستا نیز دام خانه‌ای نیز دارند.